# Joachim Radkau

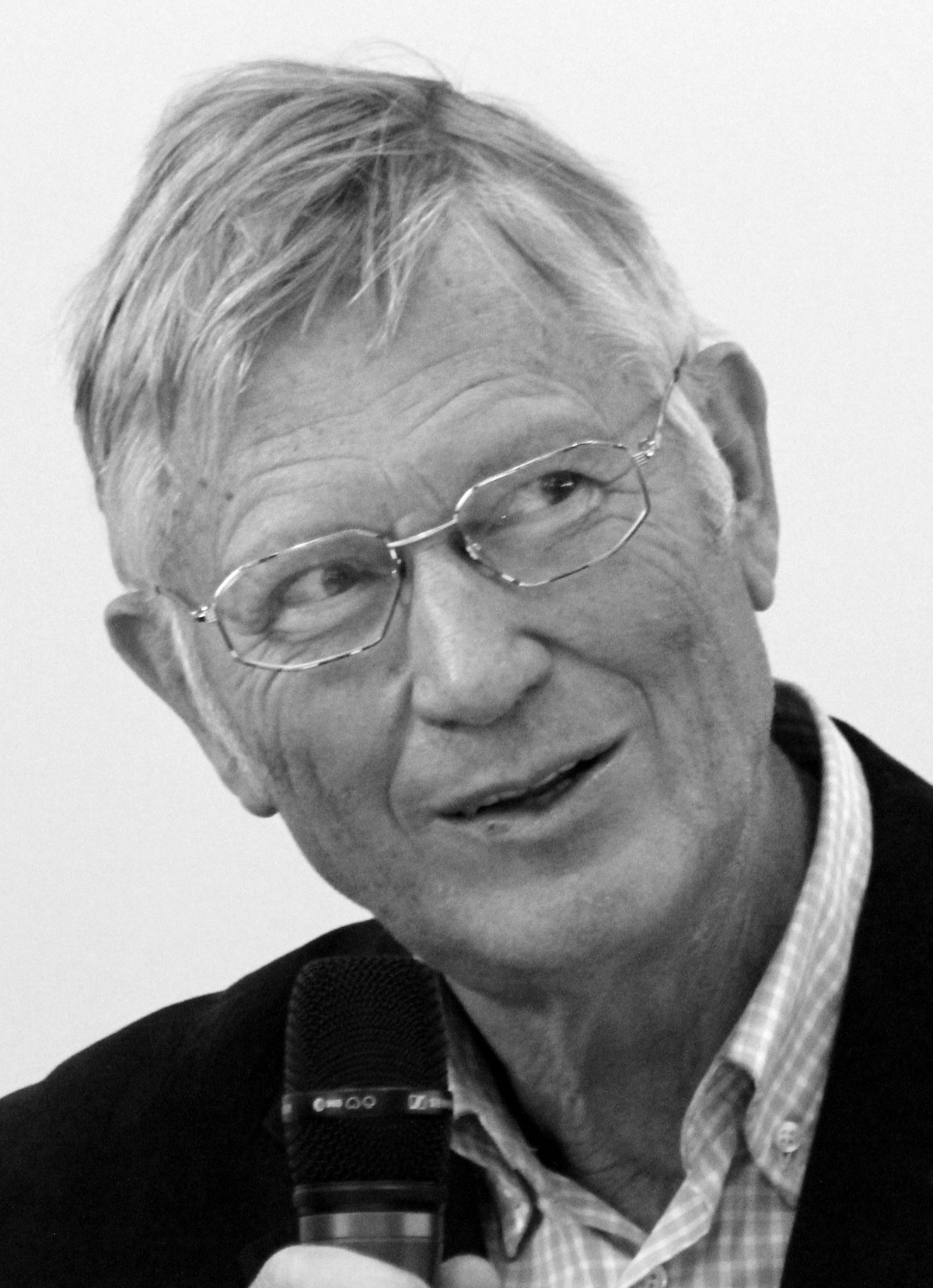
Joachim Radkau (Frankfurter Buchmesse 2013)

Joachim Radkau (* 4. Oktober 1943 in Oberlübbe/Westfalen) ist ein deutscher Historiker.

## Leben und Wirken
Joachim Radkau wurde als Sohn des evangelischen Pfarrers Günther Radkau und dessen Frau Ruth, geb. Koch, in Oberlübbe (heute zu Hille) am Nordhang des Wiehengebirges geboren. Er studierte von 1963 bis 1968 Geschichte in Münster, Berlin und Hamburg, unter anderem bei Fritz Fischer, der ihn stark beeindruckte. 1970 wurde Radkau am Historischen Seminar in Hamburg bei Fischer über die Rolle deutschsprachiger Emigranten von 1933 bis 1945 im Umfeld des damaligen US-Präsidenten Franklin D. Roosevelt promoviert. Nach Fertigstellung seiner Dissertation war er Studienreferendar am Mädchengymnasium in Altona. Ab 1971 lehrte er als Assistent von Joachim Rohlfes an der Pädagogischen Hochschule in Bielefeld.
Von 1972 bis 1974 schrieb Radkau gemeinsam mit George W. F. Hallgarten das Überblickswerk Deutsche Industrie und Politik von Bismarck bis in die Gegenwart. Er selbst übernahm darin die Darstellung der Zeit von 1933 bis etwa 1968. Die Deutsche Bank setzte gegenüber dem Verlag durch, dass mehrere Passagen Radkaus über ihre Rolle in der Vorgeschichte des Zweiten Weltkriegs sowie in der Kontroverse von 1952 um das Luxemburger Abkommen der Regierung Konrad Adenauers mit Israel geschwärzt wurden. In der letzteren ging es vor allem um die Rolle von Hermann Josef Abs.
1981 habilitierte sich Radkau mit einer bei Hans-Ulrich Wehler an der Universität Bielefeld eingereichten Studie über Aufstieg und Krise der deutschen Atomwirtschaft. Diese Arbeit gilt nach den Worten seines Schülers Frank Uekötter als „bis heute unübertroffen“. Jens Hohensee und Michael Salewski bezeichnen Radkau als „wohl beste[n] Kenner der Geschichte der bundesdeutschen Kernenergie“. 1981 wurde er Professor für Neuere Geschichte an der Universität Bielefeld. Danach wandte Radkau sich vor allem der Technikgeschichte und Umweltgeschichte zu. Er forschte über die Geschichte des deutschen Waldes und der (nach Radkau vorgeblichen) Holznot im 18. und 19. Jahrhundert, über die Geschichte des Naturschutzes (auch über seine Rolle im Nationalsozialismus) sowie über den Zusammenhang zwischen Nervosität und Technikgeschichte im Wilhelminischen Kaiserreich. In diesem Zusammenhang begann er auch mit biographischen Studien über Thomas Mann und Max Weber.
Einer breiteren Öffentlichkeit wurde Radkau bekannt, als er im Jahr 2000 das Werk Natur und Macht. Eine Weltgeschichte der Umwelt veröffentlichte. 2005 folgte eine viel beachtete Biographie über Max Weber. 2009 wurde er emeritiert. Für sein Lebenswerk erhielt er 2012 den UmweltMedienpreis.
Im Jahr 2013 erschien die gemeinsam mit Lothar Hahn verfasste Arbeit Aufstieg und Fall der deutschen Atomwirtschaft, die „eine überarbeitete, teilweise neu geschriebene und bis in die Gegenwart fortgeführte Fassung“ seiner Habilitationsschrift ist. 2015 wurde Radkau für seine Biographie Theodor Heuss’ mit dem Einhard-Preis ausgezeichnet. Die zwei Jahre später erschienene Monographie Geschichte der Zukunft wurde von der Robert-Jungk-Bibliothek für Zukunftsfragen in der Zeitschrift proZukunft in die Top Ten der Zukunftsliteratur des Jahres 2017 gewählt.

## Schriften (Auswahl)
Monographien
- Die deutsche Emigration in den USA. Ihr Einfluß auf die amerikanische Europapolitik 1933–1945. Bertelsmann-Universitätsverlag, Düsseldorf 1971, ISBN 3-571-09190-6 (Zugl.: Hamburg, Univ., Diss., 1969/70 u.d.T.: Die deutschen Emigranten und die Ära Roosevelt).
- mit Orlinde Radkau: Praxis der Geschichtswissenschaft. Die Desorientiertheit des historischen Interesses. Bertelsmann-Universitätsverlag, Düsseldorf 1972, ISBN 3-571-09057-8.
- mit George W. F. Hallgarten: Deutsche Industrie und Politik von Bismarck bis heute. Europäische Verlagsanstalt, Frankfurt/Köln 1974, ISBN 3-499-17450-2; Rowohlt, Reinbek bei Hamburg 1981, ISBN 3-499-17450-2; überarbeitete Neuauflage: Deutsche Industrie und Politik von Bismarck bis in die Gegenwart. Athenäum, Frankfurt 1986, ISBN 3-434-46081-0.[12]
- mit Bernd Hey: Nationalsozialismus und Faschismus. (= Politische Weltkunde. II). Klett, Stuttgart 1976, ISBN 3-12-407500-5.
- mit Jochim Varchmin: Kraft, Energie und Arbeit. Energie und Gesellschaft. Rowohlt, Reinbek bei Hamburg 1981, ISBN 3-499-17701-3.
- Aufstieg und Krise der deutschen Atomwirtschaft 1945–1975. Verdrängte Alternativen in der Kerntechnik und der Ursprung der nuklearen Kontroverse. Rowohlt, Reinbek bei Hamburg 1983, ISBN 3-499-17756-0 (Teilw. zugl.: Bielefeld, Univ., Habil.-Schr., 1981).[13]
- Krieg und Frieden. (= Politische Weltkunde. II). Klett, Stuttgart 1985, ISBN 3-12-408300-8.
- mit Ingrid Schäfer: Holz. Ein Naturstoff in der Technikgeschichte. Rowohlt, Reinbek bei Hamburg 1987, ISBN 3-499-17728-5.
- Technik in Deutschland. Vom 18. Jahrhundert bis zur Gegenwart. Suhrkamp, Frankfurt 1989, ISBN 3-518-11536-7; erweiterte Neuausgabe: Technik in Deutschland. Vom 18. Jahrhundert bis heute. Campus-Verlag, Frankfurt/New York (NY) 2008, ISBN 978-3-593-38689-8.
- Das Zeitalter der Nervosität. Deutschland zwischen Bismarck und Hitler. Hanser, München/Wien 1998, ISBN 3-446-19310-3; Propyläen-Taschenbuch, München 2000, ISBN 3-612-26710-8.[14][15]
- Natur und Macht. Eine Weltgeschichte der Umwelt. Beck, München 2000, ISBN 3-406-48655-X.
- Mensch und Natur in der Geschichte. Historisch-Politische Weltkunde. Klett, Stuttgart/Leipzig 2002, ISBN 3-12-456190-2.
- Max Weber. Die Leidenschaft des Denkens. Hanser, München/Wien 2005, ISBN 3-446-20675-2.[16][17]
- Holz. Wie ein Naturstoff Geschichte schreibt. Oekom-Verlag, München 2007, ISBN 978-3-86581-049-6.[18][19] Neuauflage: Oekom, München, 2018, ISBN 978-3-96238-068-7.
- Die Ära der Ökologie. Eine Weltgeschichte. Beck, München 2011, ISBN 978-3-406-61372-2.[20][21][22][23]
- mit Lothar Hahn: Aufstieg und Fall der deutschen Atomwirtschaft. Oekom-Verlag, München 2013, ISBN 978-3-86581-315-2.
- Theodor Heuss. Carl Hanser Verlag, München 2013, ISBN 978-3-446-24355-2.
- Geschichte der Zukunft. Prognosen, Visionen, Irrungen in Deutschland von 1945 bis heute. Carl Hanser Verlag, München 2017, ISBN 978-3-446-25463-3.
- Malwida von Meysenbug. Revolutionärin, Dichterin, Freundin: eine Frau im 19. Jahrhundert. Carl Hanser Verlag, München 2022, ISBN 978-3-446-27282-8.

Herausgeberschaften
- mit Imanuel Geiss: Imperialismus im 20. Jahrhundert. Gedenkschrift für George W. F. Hallgarten. Beck, München 1976, ISBN 3-406-06464-7.
- mit Frank Uekötter: Naturschutz und Nationalsozialismus. Mit einem Vorwort von Jürgen Trittin. Campus, Frankfurt/New York (NY) 2003, ISBN 3-593-37354-8.